# El loco de la ruta
El loco de la ruta es el apodo dado por los medios de comunicación a uno o varios supuestos asesinos en serie no identificados que estarían relacionados con las muertes y desapariciones de 14 prostitutas en Mar del Plata, Argentina.
Los hechos tuvieron lugar entre 1996 y 1999, y se caracterizaron por el hecho de que los cadáveres aparecían al lado de las autopistas de la ciudad con signos de violación, mutilación y, en algunos casos, con palabras escritas con objetos cortantes. Se aprehendieron a varios sospechosos, entre los que se encontraban una mafia compuesta por criminales comunes y policías, pero todos fueron absueltos por falta de pruebas. Hasta la actualidad, ninguno de los homicidios ha sido esclarecido.

## Asesinatos
El 29 de noviembre de 1995, a un lado de la ruta ruta provincial 55 se halló el cuerpo de María Esther Amaro, una prostituta de 35 años. Había sido estrangulada y le habían escrito la palabra "puta" en la espalda con un objeto cortante, presumiblemente un cuchillo.
El 1 julio de 1996, bajo un puente en la ruta Nacional 226 se encontró el cuerpo de Adriana Jaqueline Fernández. Adriana era una artesana uruguaya, tenía 27 años y ejercía la prostitución. Fue estrangulada y su cuerpo apareció desnudo. Las sospechas recayeron sobre el exnovio de Adriana, quien ya había cumplido una condena por un asesinato años antes, pero no se encontraron pruebas para inculparlo. 
El 21 de enero de 1997 la policía encontró a lo largo de la ruta Provincial 88, un torso y dos brazos pertenecientes a Viviana Guadalupe Espinosa, una prostituta de 26 años. El resto del cuerpo nunca fue encontrado.
El 13 de mayo de 1997, también en la ruta Provincial 88, se encontró el cuerpo de Mariela Elizabeth Giménez, prostituta de 27 años. El cadáver no tenía brazos y sus glúteos presentaban cortes similares a los encontrados en el cuerpo de María Esther Amaro. Había sido sofocada hasta la muerte. Horas más tarde, cuando el cuerpo ya había sido llevado a la morgue, apareció en el mismo lugar del hallazgo un ramo de flores. Algunos medios de comunicación aseguraron que el ramo había aparecido "misteriosamente" en el lugar horas después del homicidio. Realmente el ramo había sido traído por uno de los fotógrafos y dejado en el sitio como ofrenda.
El último homicidio adjudicado al "Loco de la ruta" sucedió el 20 de octubre de 1998. Aquel día, las piernas de María del Carmen Leguizamón, de 25 años, fueron halladas también en la ruta Provincial 88, cerca del Barrio Las Heras. El resto de cuerpo nunca fue encontrado.
Adicionalmente, entre el 21 de julio de 1997 y 1999 se registraron las desapariciones de siete prostitutas: Ana María Nores, Patricia Angélica Prieto, Silvana Paola Caraballo, Claudia Jacqueline Romero, Verónica Andrea Chávez, Mirta Bordón, y Sandra Villanueva. Estos casos también fueron adjudicados al Loco de la Ruta.

## Investigación
El Ministerio de Justicia y Seguridad bonaerense lanzó una recompensa de 30.000 pesos argentinos para cualquiera que aportara información para dar el asesino serial. Esta recompensa fue luego elevada a 300.000 pesos argentinos.
En 1997 la policía bonaerense creó una "División de Homicidios Seriales" y se comunicaron con la Agencia Central de Inteligencia (FBI) para pedir asesoría en el caso.
La primera pista apareció entrevistando a las personas que vieron por última vez a las victimas. Según los testigos, un Ford Galaxy color bordó fue visto por las zonas donde ocurrían las desapariciones, y en al menos dos de los casos, los de María Esther Amaro y Ana María Nores, los testigos aseguraron haberlas visto abordar el Ford Galaxy antes de desaparecer. Describieron al supuesto asesino como un hombre de unos 45 años, robusto, calvo y rubio. El 26 de junio de 1997, la policía secuestró el Ford Galaxy color bordó de José Luis Andújar, dueño de una discoteca situada en la ruta provincial 88. Tras tres días de peritajes al auto, se descubrieron en la alfombra restos de sangre y cabellos de color negro. Las pruebas genéticas concluyeron que eran de origen humano, pero no tenían relación alguna con las muertes y desapariciones adjudicadas al "Loco de la ruta".
El 14 de enero de 1999 desapareció Verónica Andrea Chávez, de 25 años. Fue vista por última vez yendo a su trabajo como guardarropa de un local bailable en Mar del Plata. También era prostituta. Días más tarde, se encontró dentro de su casa una agenda con los nombres y teléfonos de sus clientes regulares. Entre ellos se encontraban policías y políticos, incluyendo el fiscal Marcelo García Berro. El juez Pedro Hooft, encargado de la causa del "Loco de la ruta", ordenó interceptar todos los teléfonos registrados en la agenda e investigar los registros de llamada del prostíbulo Salta 1337, situado en el barrio La Perla, de Mar del Plata, en el cual trabajaron al menos tres de las doce victimas adjudicadas al "Loco de la ruta" (Ana María Nores, Verónica Andrea Chávez y Silvana Paola Carcaball).
El 9 de agosto de 1999, el juez Pedro Hooft ordenó la detención de diez policías y cuatro civiles, quienes fueron acusados formalmente de desaparecer a Ana María Nores, Verónica Andrea Chávez y Silvana Paola Carcaballo. También fueron investigados por los demás casos del "Loco de la ruta", ya que, según el juez, existían otros elementos que los podían relacionar con esos casos, aunque finalmente no fueron juzgados por estos. La banda habría estado liderada por el suboficial Alberto Adrián Iturburu y protegida por el fiscal Marcelo García Berro. Según el expediente la causa, la banda se encargaba de extorsionar a las prostitutas obligándolas a pagar 100 pesos argentinos con el fin de darles protección y dejarlas ejercer su trabajado, y, en teoría, a las que no pagaban o querían salir del trato, las asesinaban.
Sin embargo, a pesar de las investigaciones, la banda nunca pudo ser relacionada con las tres desapariciones, ni con las demás muertes del "Loco de la ruta", siendo absueltos en 2004. Hasta la actualidad, todas las muertes siguen sin resolverse.

## Sospechosos
- Alberto Adrián Iturburu, Marcelo García Berro y la "mafia policial": fueron llevados a juicio por la desaparición de Ana María Nores, Verónica Andrea Chávez y Silvana Paola Carcaball,[14][13] pero en 2004 fueron exonerados por falta de pruebas. Actualmente, tanto la opinión popular como los medios de comunicación,[18] e incluso el propio juez Pedro Hooft, encargado de la causa en ese entonces,[1] creen que ellos fueron los responsables de las 12 muertes adjudicadas al "Loco de la ruta", el cual habría sido un invento de la policía y el juez Berro para así encubrirlos.[10][19][20]
- Héctor Julián Barroso: almacenero que fue condenado a 30 años de prisión por asesinar a dos prostitutas en 2003 y 2004.[21] Según la investigación oficial, junto a un cómplice, Juan Carlos Sánchez Gazpio, habrían cometido una serie de robos, violaciones y asesinatos durante la década de 1990. Se teorizó que pudo haber matado a 14 mujeres, entre las que estarían varias de las adjudicadas al "Loco de la ruta".[22][23] Sin embargo, esta teoría no pudo ser confirmada.
- Guillermo Moreno: criador de cerdos y pareja de María Esther Amaro al momento de su desaparición. Fue llevado a juicio acusado de asesinarla, pero fue declarado inocente en 2003 y absuelto de todos los cargos. Se cree que él pudo ser "El loco de la ruta".[24][25]
- Margarita Di Tullio: conocida como "Pepita la pistolera", fue una ladrona, narcotraficante y proxeneta, dueña de dos burdeles en la Provincia de Buenos Aires. Se hizo celebre cuando en 1985 mató a tres hombres en legitima defensa cuando trataron de violarla. Se cree que pudo ser el "Loco de la ruta" ya que cinco de las doce prostitutas asesinadas trabajaban para ella. Actualmente se cree que fue inculpada por la policía.[1][26]
- José Luis Andújar: dueño de la discoteca "Jardín Boliviano" situada en la ruta provincial 88, lugar donde aparecieron muertas o desaparecieron varias de las victimas. La policía confiscó su auto, un Ford Galaxy color bordó, ya que coincidía con la descripción del auto usado por el supuesto asesino en serie. De igual forma, varias prostitutas lo acusaron de ser el "Loco de la ruta" por su apariencia, ya que se decía que encajaba con la dada por los testigos. Él siempre sostuvo su inocencia. Los peritajes lanzaron la presencia de sangre y cabellos humanos dentro de su auto, pero las pruebas genéticas terminaron descartando su relación con alguna de las victimas.[7][8]

## En la cultura popular
En 2007 se lanzó la novela de misterio “La plegaria del vidente”, escrita por Carlos Balmaceda, una ficción inspirada en el caso del Loco de la ruta. En 2011 recibió una adaptación cinematográfica.
La banda argentina de death metal Morferus, lanzó en 2019 la canción "Desmembrado", inspirada en el caso.
En México, la banda de dark El Vampiro Estelar tiene una canción llamada El Loco de la Ruta.